# Arabisk jasmin
Arabisk jasmin (Jasminum sambac) är en art i familjen i syrenväxter från Bangladesh, Indien, Myanmar och Sri Lanka. Arten används till att smaksätta té. Arabisk jasmin kan odlas som krukväxt i Sverige.
Arabisk jasmin är en buske som kan bli upp till 3 m hög. Bladen är enkla lansettlika till äggrunda, till 12 cm långa. Blommorna sitter 3 eller fler tillsammans i toppställda klasar. Kronan bli 2,5–3 cm i diameter med 7 flikar, de är vita, starkt doftande.
Artepitetet sambac = svärdslilja; en feltolkning av arabisk-persiska zanbak = en art av svärdslilja, som denna jasmin liknar till utseende och doft.

## Odling
Behöver näringsrik, väldränerad jord som hålls fuktig, men absolut inte våt. Gödla en gång i veckan under sommaren. T
Den tolererar något högre temperatur än många andra arter i släktet, men bör övervintras vid 10-15 °C. Den klättrar inte, men har veka grenar och kräver beskärning för att få en bra form i kruka. Arten förökas med sticklingar, med undervärme 20 °C.

## Sorter

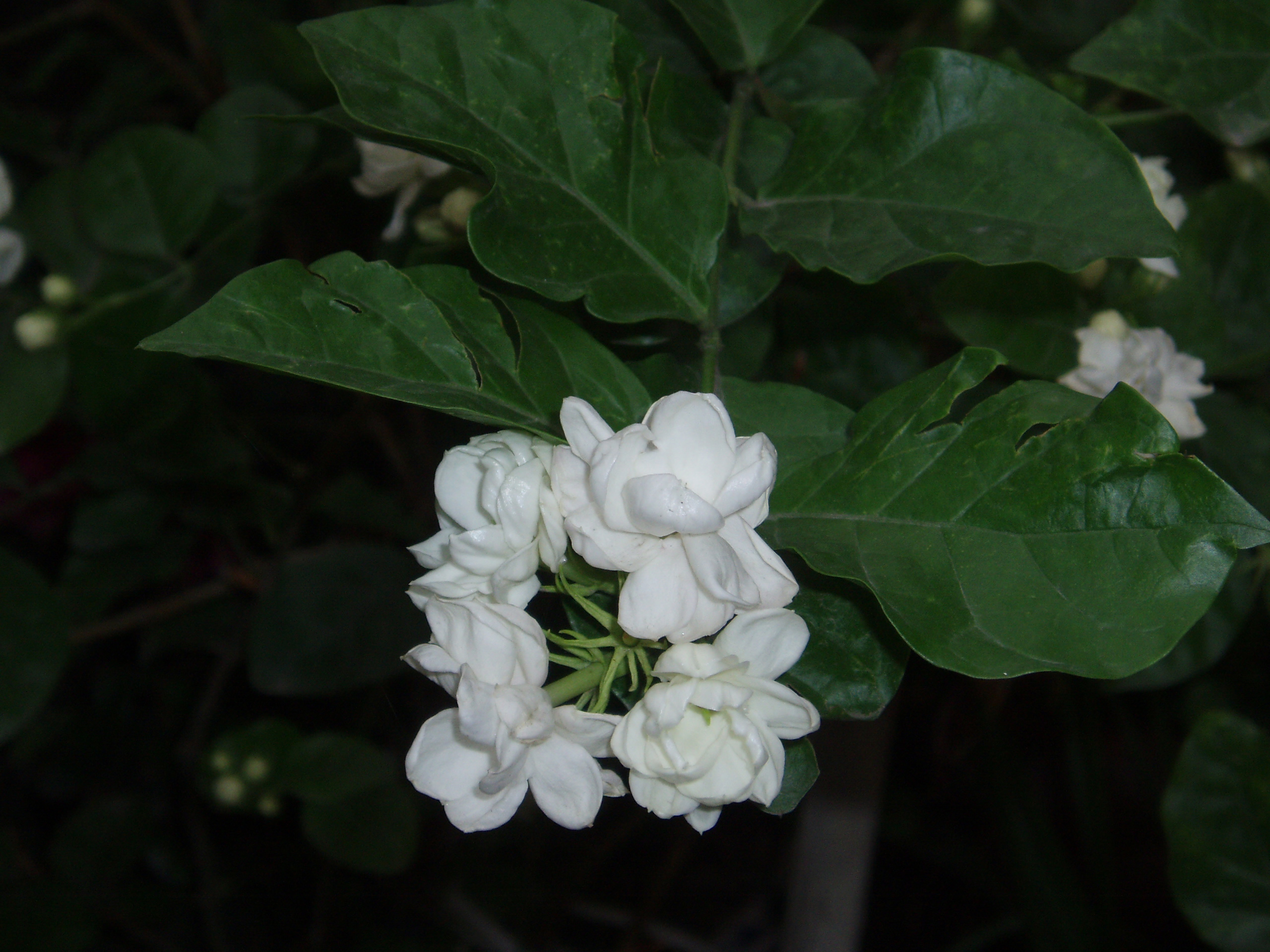
J. sambac 'Arabian Knights'

- 'Arabian Nights' - lik 'Belle of India' men har rundade kronflikar
- 'Belle of India' - fylldblommig i två lager, till 2,5 cm i diameter. Flikar mer eller mindre spetsigt utdragna. Blad motsatta, korsställda. Blir ca 1,2 m hög. Blommar året om.
- 'Maid of Orleans' - stora enkla blommor till 2 cm i diameter, som ramlar av efter 24 timmar. Kronflikar rundade. Blad mörkt gröna, motsatta. Till 2 m. Blommar året om.
- 'Grand Duke of Tuscany' - från Iran. Fylldblommig i tre lager likt en gardenia (Gardenia jasminoides), ofta med grönt öga. Det är kanske den starkast doftande sorten. Blommorna bli ca 4 cm vida och sitter kvar på plantan efter de vissnat. Blad mörkt gröna, 2-4 kransställda. Långsamväxande, 60–90 cm. Blommar året om.
- 'Mali Chat' - från Thailand. Fylldblommig i våningar. Kronflikar smala.
- 'Mysore Mulli' - från Hawaii, lik 'Belle of India' men med kortare kronflikar.

## Synonymer
- Jasminum bicorollatum Noronha 1790
- Jasminum fragrans Salisbury, 1796
- Jasminum odoratum Noronha, 1790
- Jasminum quinqueflorum Heyne ex Wallich, 1830
- Jasminum sambac var. trifoliatum Vahl, 1804
- Jasminum undulatum (L.) Willdenow, 1797
- Mogori sambac (L.)'Poiret, 1796
- Mogori undulata (L.) Poiret, 1796
- Mogorium sambac (L.) Lamarck, 1797
- Mogorium undulatum (L.) Lamarck, 1797
- Nyctanthes grandiflora Lour., 1790
- Nyctanthes sambac L., 1753
- Nyctanthes undulata L., 1753